# نیر اند فار ساوری
نیر اند فار ساوری (به انگلیسی: Near and Far Sawrey) یک روستا در بریتانیا است که در کامبریا واقع شده‌است.